# Procryptocerus hylaeus
Procryptocerus hylaeus is een mierensoort uit de onderfamilie van de Myrmicinae. De wetenschappelijke naam van de soort is voor het eerst geldig gepubliceerd in 1951 door Kempf.